# تسلسل إجرءات الإنعاش

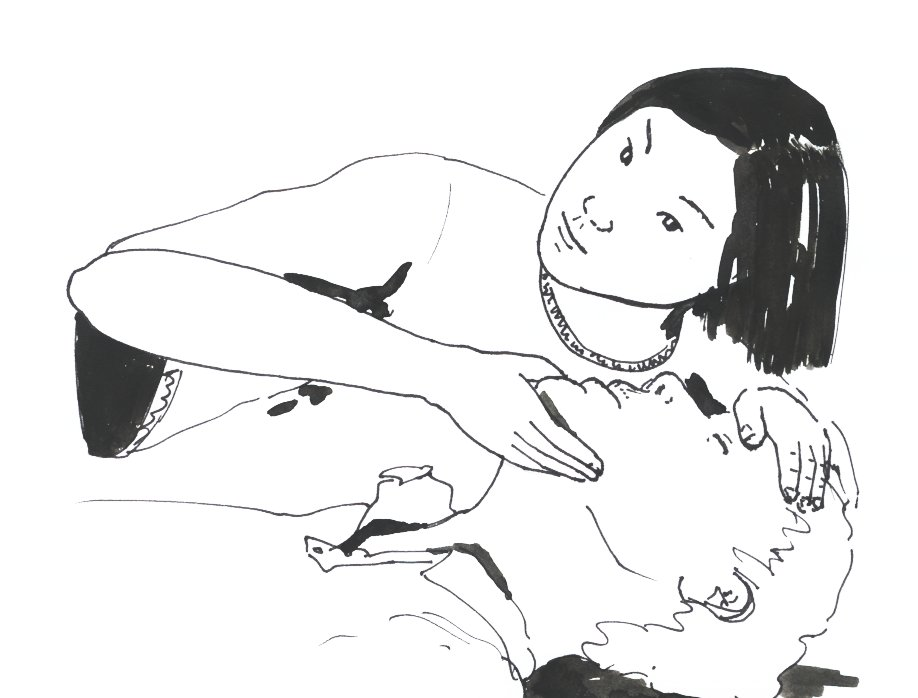
فتح مجرى الهواء مع إمالة الرأس و رفع الذقن

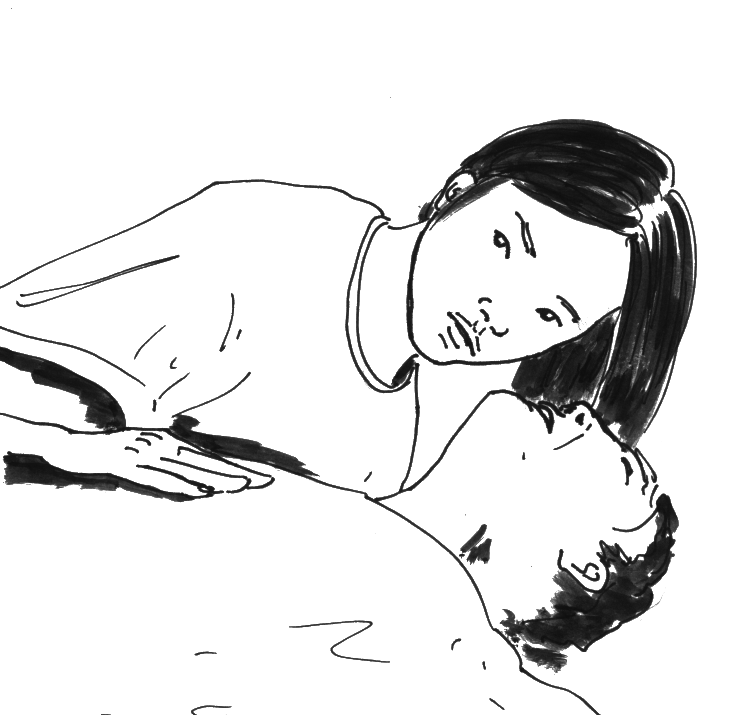
النظر والاستماع والشعور بالتنفس

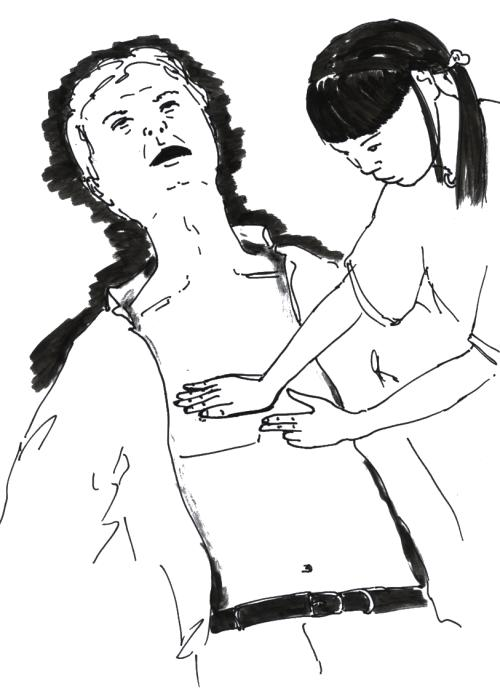
أداء ضغطات الصدر لدعم الدورة الدموية في الاشخاص الغير مستجيبين للتنفس

تسلسل إجرءات الإنعاش (بالإنجليزية: ABC)‏ هي اختصارات لثلاثة كلمات هي: Airway أي مجرى الهواء الأنف إلى الرئتين. Breathing أي التنفس. Circulation أي الدورة الدموية. وبهذا التسلسل مجرى الهواء أولاً يليه التنفس ثم الدورة الدموية؛ وهذه هي أهم العناصر التي يتمحور حولها الإسعافات الأولية والإنعاش.
تم تطوير هذا البروتوكول في الأصل كمساعدات للذاكرة للذين يقومون بالإنعاش القلبي الرئوي، والاستخدام الأكثر انتشارًا في البداية هو رعاية المريض اللاواعي أو غير المستجيب، على الرغم من أنه يستخدم أيضًا للتذكير بأولويات التقييم والعلاج من المرضى في العديد من الحالات الطبية والصدمات الحادة، من الإسعافات الأولية إلى العلاج الطبي في المستشفى.
إن مجرى الهواء والتنفس والدورة الدموية كلها أمور حيوية للحياة، وكل منها مطلوب، في هذا الترتيب، لكي يكون التالي فعالاً. منذ تطويره، تم توسيع وتغيير ذاكري لتلائم المناطق المختلفة التي تستخدم فيها، مع إصدارات مختلفة تغير معنى الحروف (مثل من «الدورة» الأصلية إلى «الضغطات») أو إضافة أحرف أخرى (مثل خطوة اضافية "D" للعجز أو إزالة الرجفان).
في عام 2010، غيّرت جمعية القلب الأمريكية ولجنة الارتباط الدولية المعنية بالإنعاش الترتيب الموصى به لتدخلات الإنعاش القلبي الرئوي لمعظم حالات السكتة القلبية إلى ضغط الصدر ومجرى الهواء والتنفس أو CAB.

## التاريخ
إن أسلوب "ABC" في تذكر البروتوكول الصحيح للإنعاش القلبي الرئوي هو قديم قدم الإجراء نفسه، وهو جزء مهم من تاريخ الإنعاش القلبي الرئوي. على مدار التاريخ، تم محاولة وتوثيق مجموعة متنوعة من أساليب الإنعاش المختلفة، على الرغم من أن معظمها أسفر عن نتائج سيئة للغاية. في عام 1957، كتب بيتر سافار (بالإنجليزية: Peter Safar) كتاب ABC للإنعاش، الذي وضع أساسًا للتدريب الجماعي على الإنعاش القلبي الرئوي.
تم توزيع هذا المفهوم الجديد في فيديو تدريبي عام 1962 بعنوان «نبض الحياة» الذي أنشأه جيمس جود، جاي نيكربوكر وبيتر سافار.
طور جود وكنيكربوكير، جنبا إلى جنب مع وليام كووينهوين طريقة الضغط الخارجي على الصدر، بينما عمل سافار مع جيمس إلم لإثبات فعالية التنفس الاصطناعي. تم عرض نتائجها مجتمعة في الاجتماع السنوي لجمعية ميريلاند الطبية في 16 سبتمبر 1960، في أوشن سيتي، وحظي بقبول سريع وواسع النطاق على مدى العقد التالي، بمساعدة الفيديو وجولة التحدث التي قام بها الرجال. تم تبني نظام ABC لتدريب CPR فيما بعد من قبل جمعية القلب الأمريكية، التي أصدرت معايير الإنعاش القلبي الرئوي في عام 1973.
واعتبارًا من عام 2010، اختارت جمعية القلب الأمريكية تركيز الإنعاش القلبي الرئوي على تقليل الانقطاعات إلى الضغط، وغيرت الترتيب في إرشاداتها إلى الدورة الدموية، مجرى الهواء، التنفس (CAB).

## الأهمية
على جميع مستويات الرعاية، يوجد بروتوكول ABC لتذكير الشخص الذي يسلم العلاج من أهمية مجرى الهواء والتنفس والدورة الدموية للحفاظ على حياة المريض. هذه القضايا الثلاث لها أهمية قصوى في أي علاج، حيث أن فقدان (أو فقدان السيطرة على) أي واحد من هذه العناصر يؤدي بسرعة إلى وفاة المريض. الأهداف الثلاثة مهمة للغاية في رعاية المرضى الناجحة التي تشكل أساس التدريب ليس فقط لمقدمي الإسعافات الأولية ولكن أيضا المشاركين في العديد من برامج التدريب الطبي المتقدمة.
نقص الأكسجة، نتيجة عدم كفاية الأكسجين في الدم، هو حالة قاتلة محتملة وأحد الأسباب الرئيسية توقف القلب. تعد السكتة القلبية السبب الرئيسي الموت السريري لجميع الحيوانات. (على الرغم من أن التدخل المتقدم، مثل المجازة القلبية الرئوية، قد لا يؤدي بالضرورة إلى الوفاة بسبب السكتة القلبية)، ويرتبط ذلك بغياب الدورة الدموية في الجسم، لعدد من الأسباب. لهذا السبب، يعد الحفاظ على الدوران أمرًا حيويًا لنقل الأكسجين إلى الأنسجة وثاني أكسيد الكربون خارج الجسم. وبالتالي يجب العمل في سلسلة. إذا تم حظر مجرى الهواء للمريض، لن يكون التنفس ممكنًا، ولا يستطيع الأكسجين الوصول إلى الرئتين ويتم نقله حول الجسم في الدم، مما يؤدي إلى نقص الأكسجين وسكتة قلبية.
لذا فإن ضمان وجود مجرى هوائي نظيف هو الخطوة الأولى في علاج أي مريض. بمجرد التأكد من أن مجرى التنفس نظيف، يجب على المنقذين تقييم تنفس المريض، حيث أن العديد من الأشياء الأخرى إلى جانب انسداد مجرى الهواء قد يؤدي إلى غياب التنفس.

## تطبيق بسيط لـالإنعاش القلبي
التطبيق الأساسي لمبدأ ABC هو في الإسعافات الأولية، ويتم استخدامه في حالات المرضى فاقدي الوعي لبدء العلاج وتقييم الحاجة اليه، ومن المحتمل تقديم الإنعاش القلبي الرئوي.
في هذا الاستخدام البسيط، مطلوب من المنقذ فتح مجرى الهواء (باستخدام تقنية مثل «إمالة الرأس - رفع الذقن»)، ثم تحقق من التنفس الطبيعي.
يجب أن توفر هاتان الخطوتان التقييم الأولي لما إذا كان المريض سيتطلب إجراء CPR أم لا.
في حالة أن المريض لا يتنفس بشكل طبيعي، فإن الإرشادات الدولية الحالية (التي وضعتها لجنة الارتباط الدولية للإنعاش أو ILCOR) تشير إلى ضرورة بدء الضغطات على الصدر. في السابق، أشارت الدلائل الإرشادية إلى أن فحص النبض يجب أن يتم بعد تقييم التنفس، وهذا يشكل الجزء «الدوراني» من التهيئة الأولية، ولكن لم يعد هذا الفحص النبضي موصى به لمنسقي الإنقاذ. يستمر بعض المدربين في استخدام «الدورة الدموية» كخطوة للخطوة الثالثة في العملية، حيث أن أداء ضغط الصدر هو دوران صناعي فعلي، وعند تقييم المرضى الذين يتنفسون، لا يزال تقييم «الدورة الدموية» مهمًا. ومع ذلك، يستخدم بعض المدربين الآن C للإشارة إلى «الانضغاطات» في التدريب الأساسي على الإسعافات الأولية.

## مجرى الهواء

### مرضى فاقدي الوعي
في المريض فاقد الوعي، الأولوية هي إدارة مجرى الهواء، لتجنب نقص الأكسجين. المشاكل الشائعة في مجرى الهواء للمريض مع انخفاض مستوى الوعي بشكل كبير تتضمن انسداد البلعوم بواسطة اللسان أو اجسام غريبة أو القيء.
على المستوى الأساسي، يتم فتح المجرى الهوائي من خلال الحركة اليدوية للرأس باستخدام تقنيات مختلفة، مع أكثرها استخدامًا على نطاق واسع و «رفع العنق - رفع الذقن»، على الرغم من أن الطرق الأخرى مثل «تعديل الفك» يمكن استخدامه، خاصةً عند الاشتباه في إصابة العمود الفقري، على الرغم من أنه لا ينصح باستخدامه في بعض البلدان لعمال الإنقاذ لأسباب تتعلق بالسلامة.
قد يستخدم الممارسون ذوو المستوى الأعلى مثل موظفي الخدمات الطبية في حالات الطوارئ تقنيات أكثر تقدمًا، بدءًا من مسلك هوائي فموي بلعومي وحتى التنبيب، وفقًا لما تقتضيه الضرورة.

### مرضى واعين
في المريض الواعي، هناك علامات أخرى على انسداد مجرى الهواء والتي يمكن اعتبارها من قبل المنقذ تشمل حركات الصدر المتناقضة، واستخدام العضلات التبادلية للتنفس، وانحراف القصبة الهوائية، ودخول أو خروج الهواء الصاخب، والزراق.

## التنفس

تشارك جميع أشكال وضع الإفاقة في المبادئ الأساسية. يتم وضع الفم نحو الأسفل بحيث يتم تفريغ أي سوائل من المجرى الهوائي للمريض؛ ويتم وضع الذقن في اتجاه نحو الأعلى للحفاظ على انفتاح لسان المزمار. ويتم تثبيت الذراعين والساقين لكي يكون وضع المريض مستقرًا

### مرضى فاقدي الوعي
في المريض غير الواعي، بعد فتح مجرى الهواء، فإن المنطقة التالية التي يجب تقييمها هي تنفس المريض، وذلك في المقام الأول لمعرفة ما إذا كان المريض يقوم بجهود التنفس الطبيعية. وتتراوح معدلات التنفس الطبيعية بين 12 و 20 نفساً في الدقيقة، وإذا كان المريض يتنفس تحت المعدل الأدنى، فيجب في بروتوكولات دعم الحياة الأساسية الحالية الخاصة بـ ILCOR أن يُنظر في الإنعاش القلبي الرئوي، على الرغم من أن عمال الإنقاذ المحترفين قد يكون لديهم بروتوكولات خاصة بهم، مثل: التنفس الاصطناعي.
غالباً ما يتم تحذير رجال الإنقاذ من خطأ التنفس الانقباضي، وهو عبارة عن سلسلة من شهقات صاخبة تحدث في حوالي 40٪ من ضحايا السكتة القلبية، للتنفس الطبيعي.
إذا كان المريض يتنفس، فسيستمر المنقذ في العلاج الموضح لمريض فاقد الوعي ولكنه يتنفس، والذي قد يتضمن تدخّلات مثل وضع الإفاقة واستدعاء سيارة إسعاف.

### مرضى واعين
في مريض واعي، أو عندما يكون النبض والتنفس موجودان بشكل واضح، سيبحث طبيب الطوارئ في البداية عن تشخيص الأمراض التي تهدد الحياة على الفور مثل الربو الحاد أو الوذمة الرئوية أو الصدر المدمى. اعتمادا على مستوى مهارة المنقذ، هذا قد تشمل خطوات مثل:
- التحقق من وجود ضائقة تنفسية عامة، مثل استخدام العضلات الملحقة للتنفس أو التنفس البطني أو وضع المريض أو التعرق.
- التحقق من معدل التنفس والعمق والإيقاع - التنفس الطبيعي بين 12 و 20 في مريض سليم بنمط وعمق منتظمين. إذا كان أي من هذه الانحرافات طبيعيًا، فقد يشير ذلك إلى وجود مشكلة كامنة (كما هو الحال مع تنفس تشاين-ستوكس).
- تشوه الصدر والحركة، يجب أن يرتفع الصدر وينزل بالتساوي على كلا الجانبين، ويجب أن يكون خالياً من التشوه. قد يكون الأطباء قادرين على الحصول على تشخيص عملي من الحركة غير الطبيعية أو شكل الصدر في حالات مثل استرواح الصدر أو الصدر المدمى.
- الاستماع إلى أنفاس خارجية على بعد مسافة قصيرة من المريض يمكن أن يكشف عن خلل وظيفي مثل ضجيج صوتي (يدل على إفرازات في مجرى الهواء) أو صرير (الذي يشير إلى انسداد مجرى الهواء).
- التحقق من وجود نفاخ تحت الجلد وهو الهواء في الطبقة تحت الجلد مما يوحي بوجود استرواح الصدر.
- الاستماع وقرع الصدر باستخدام سماعة طبية للاستماع إلى أصوات الصدر العادية أو أي تشوهات.
- قد يكون مقياس التأكسج النبضي مفيدًا في تقييم كمية الأكسجين الموجودة في الدم، والاستدلال على فعالية التنفس.

## الدورة الدموية
بمجرد توصيل الأكسجين إلى الرئتين عن طريق مجرى هوائي واضح وفعالية في التنفس، يجب أن يكون هناك دوران لتوصيله إلى باقي الجسم.

### مرضى غير متنفسون
الدوران هو المعنى الأصلي لـ "C" كما حدده Jude و Knickerbocker و Safar، وكان يقصد به اقتراح تقييم وجود أو عدم وجود دوران للدم، عادة عن طريق أخذ نبض سباتي، قبل اتخاذ أي خطوات علاجية أخرى.
في البروتوكولات الحديثة للأشخاص العاديين، يتم حذف هذه الخطوة حيث ثبت أن عمال الإنقاذ العاديين قد يواجهون صعوبة في تحديد وجود النبض أو عدم وجوده بدقة، وأنه على أي حال، يكون هناك خطر أقل للضرر عن طريق إجراء ضغطات على الصدر على القلب النابض من الفشل في القيام بها عندما لا ينبض القلب. لهذا السبب، يتابع رجال الإنقاذ مباشرة إلى الإنعاش القلبي الرئوي، بدءا علي الضغط على الصدر، وهو دوران صناعي فعال. من أجل تبسيط تدريس هذا الأمر لبعض المجموعات، خاصة عند مستوى الإسعافات الأولية الأساسي، يتم تغيير C للتداول من أجل معنى CPR أو Compressions (ضغطات).
ومع ذلك، يجب أن نتذكر أن اطباء الطوارئ سيظلون في كثير من الأحيان يتضمنون فحصًا للنبض في فحص ABC الخاص بهم، وقد يتضمن خطوات إضافية مثل تخطيط القلب فوري عند الاشتباه في حدوث السكتة القلبية، من أجل تقييم ضربات القلب.

#### مرضى متنفسون
في المرضى الذين يتنفسون، هناك فرصة لإجراء المزيد من التشخيص، وبناءً على مستوى مهارة المنقذ، يتوفر عدد من خيارات التقييم، بما في ذلك:
- مراقبة اللون ودرجة حرارة اليدين والأصابع حيث تكون الأطراف الباردة أو الزرقاء أو الوردية أو الشاحبة أو المرقشة مؤشراً على ضعف الدورة الدموية.

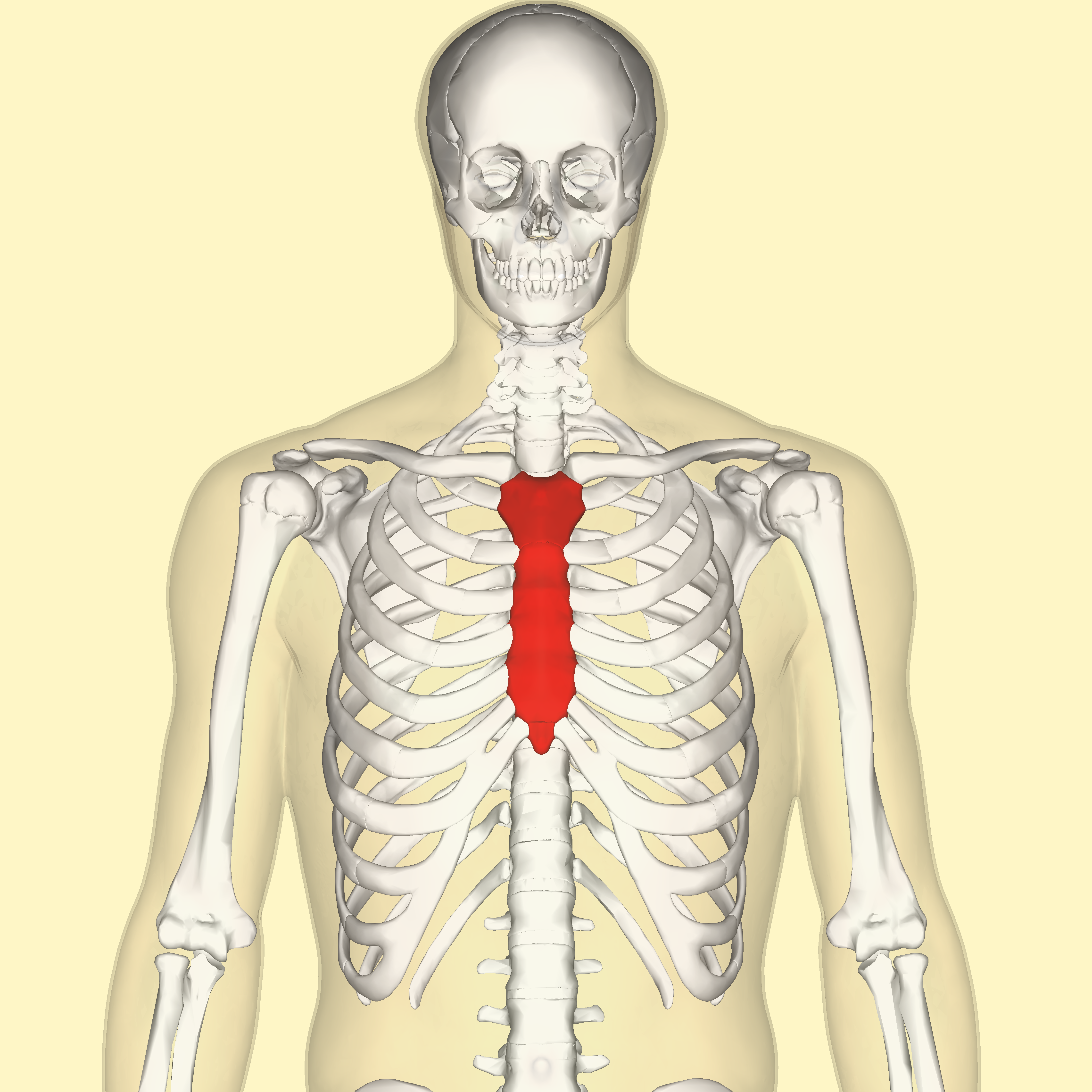
عظم القص ظاهر باللون الأحمر في القفص الصدري

- الملء الشعري هو تقييم للعمل الفعال للشعيرات الدموية، وينطوي على تطبيق الضغط الجلدي على منطقة من الجلد بعد ضغط تسبب بالابيضاض. وعد الوقت حتى عودة الدم. يمكن إجراء ذلك بشكل محيطي، عادة على طرف الأصبع أو ظفر الأصبع، أو بشكل مركزي، عادة على القص أو الجبين.
- فحص النبض، مركزية ومحيطة على حد سواء، معدل التقييم (عادة 60-80 نبضة في الدقيقة في الراشدين)، الانتظام والقوة والمساواة بين النبضات المختلفة.
- يمكن أخذ قياسات ضغط الدم لتقييم علامات الصدمة.
- التسمع القلب يمكن القيام به من قبل المهنيين الطبيين.
- ملاحظة العلامات الثانوية لفشل الدورة الدموية مثل الوذمة أو المزبد من الفم (يدل على قصور القلب الاحتقاني).
- مراقبة تخطيط القلب سيتيح لأخصائي الرعاية الصحية المساعدة في تشخيص حالات القلب الكامنة، بما في ذلك حالات احتشاء عضلة القلب.

## الأختلافات
تستخدم جميع منظمات الإسعافات الأولية تقريبًا "ABC" بشكل أو بآخر، ولكن بعضها يدمجها كجزء من التهيئة الأولية، بدءًا من "ABCD" البسيط (المصمم لتدريب المستجيبين في إزالة الرجفان) إلى "AcBCDEEEFG" (إصدار خدمة الإسعاف في المملكة المتحدة لتقييم المريض).

### DR ABC
واحدة من أكثر التعديلات استخداما على نطاق واسع هي إضافة "DR" أمام "ABC"، والتي تعني Danger (خطر) و Response (استجابة). وهذا يشير إلى المبدأ التوجيهي في الإسعافات الأولية لحماية نفسك قبل محاولة لمساعدة الآخرين، ومن ثم التأكد من أن المريض لا يستجيب قبل محاولة للتعامل معها، وذلك باستخدام أنظمة مثل مقياس الوعي أو مقياس غلاسكو للغيبوبة. كما تم وضع الأولية الأصلية للاستخدام في المستشفى، وهذا لم يكن جزءا من البروتوكول الأصلي. في بعض المناطق، يتم استخدام SA ABC ،S يعني السلامة (Safety).

### DRsABC
تعديل على DR ABC هو أنه عندما لا يكون هناك استجابة من المريض، يُطلب من المنقذ إرسال (أو الصياح Shout) للحصول على المساعدة.

### ABCD
هناك العديد من البروتوكولات التي يتم تدريسها والتي تضيف D إلى نهاية أختصار ABC. قد يمثل هذا ألاختصار أشياء مختلفة، اعتمادًا على ما يحاول المدرب تعليمه، وعلى أي مستوى. يمكن أن يكون:
- Defibrillation - مزيل الرجفان.[16]
- (Disability - الإعاقة),(Deformity - التشوه) أو (Dysfunction - الاختلال الوظيفي) - الإعاقة أو التشوهات الناجمة عن الإصابة.
- Deadly Bleeding - النزيف القاتل.[17][18]
- Diagnosis - التشخيص.[19]
- Decompression - إزالة الضغط.[20][21][22]

### ABCDE
بالإضافة إلى ذلك، تتطلب بعض البروتوكولات خطوة "E" لتقييم المريض. تتباعد جميع البروتوكولات التي تستخدم خطوات "E" عن الاعتناء بالدعم الأساسي للحياة في تلك المرحلة ، والبدء في البحث عن الأسباب الأساسية. في بعض البروتوكولات ، يمكن استخدام ما يصل إلى 3 E . E يمكن أن تكون:
- Expose and Examine - كشف وفحص: في الغالب على مستوى سيارات الإسعاف، حيث من المهم إزالة الملابس والعوائق الأخرى من أجل تقييم الجروح.
- Environment - بيئة: فقط بعد تقييم ABCD لا يتعامل المريض مع الأعراض أو الظروف المرتبطة بالبيئة، مثل البرد والبرق.
- Escaping Air - تسرب الهواء: التحقق من تسرب من الهواء، مثلا عن طريق جرح في الصدر ، مما قد يؤدي إلى انهيار الرئة.
- Elimination - إزالة.
- Evaluate - تقييم: هل المريض في «وقت حرج» و/ أو يحتاج المنقذ إلى مزيد من المساعدة.

### ABCDEF
يمكن أن يمثل "F" في البروتوكول:
- Fundus - الرحم: يتعلق بالحمل، إنه تذكير للطاقم بالتحقق مما إذا كانت أنثى حامل، وإذا كانت كذلك، فإلى أي مدى تقدمت في الحمل (إن موقع الرحم وسرة البطن يعطي دليل حساب جاهز).
- Family - العائلة: يشير إلى أن عمال الإنقاذ يجب أن يتعاملوا أيضًا مع الشهود والعائلة ، الذين قد يتمكنون من تقديم معلومات ثمينة حول حادث المريض أو صحته ، أو قد يمثل مشكلة بالنسبة إلى المنقذ.
- Fluids - السوائل: فحص للسوائل الظاهرة (الدم، السائل الدماغي الشوكي (CSF)… الخ).
- Fluid resuscitation - معالجة التجفاف.
- Final Steps - الخطوات النهائية: استشارة أقرب مرفق للرعاية أو مستشفى.

### ABCDEFG
"G" في البروتوكول يمكن أن تكون:
- Go Quickly! - اذهب بسرعة!: رسالة تذكير لضمان إكمال جميع التقييمات والمعالجة في الموقع بسرعة، من أجل نقل المريض إلى المستشفى في الساعة الذهبية.
- Glucose - جلوكوز: قد يختار المنقذ المحترف إجراء اختبار نسبة الجلوكوز في الدم، ويمكن أن يشكل ذلك "G" أو بالتناوب، ويمكن لـ "DEFG" ان تكون لـ «لا تنس أبدا الجلوكوز Don't Ever Forget Glucose»

### AcBC
يستخدم بعض المدربين والبروتوكولات (c) إضافية (صغيرة) بين A و B، رمز لـ «فقرة عنقية Cervical Spine» أو «النظر في العمود الفقري consider C-spine». هذا تذكير بأن تكون على علم بإصابات الرقبة المحتملة للمريض، لأن فتح المجرى الهوائي قد يسبب مزيدًا من الضرر ما لم يتم استخدام تقنية خاصة.

### CABC
يستخدم الجيش بشكل متكرر CABC، حيث يشير C الأول إلى «نزيف كارثي Catastrophic Haemorrhage». تشير حالات الإصابة بالصدمة العنيفة إلى أن فقدان الدم بشكل كبير سيؤدي إلى قتل المصاب قبل انسداد مجرى الهواء، لذلك يجب أن تبدأ الإجراءات لمنع حدوث صدمة نقص حجم الدم. غالبا ما يتم ذلك عن طريق ربط العاصبة علي الطرف المصاب.

### MARCH
السبب في التوسع الـ CABC هو زيادة خطر انخفاض درجة حرارة الجسم بشكل ملحوظ من قبل مريض بسبب نقص حجم الدم وتفاعل الجسم الشبيه بالطقس البارد كـ رد فعل.
- Massive Haemorrhage - نزيف هائل.
- Airway - مجرى الهواء.
- Respiratory - تنفس.
- Circulation - دوران.
- Head injury/Hypothermia - إصابة في الرأس/ انخفاض حرارة الجسم.